# 卡马尔萨克
卡马尔萨克（法語：Camarsac，法語發音：[kamaʁsak]）是法国吉伦特省的一个市镇，属于波尔多区。

## 地理
卡马尔萨克（44°49'57"N, 0°21'53"W）面积5.35 平方千米，位于法国新阿基坦大区吉倫特省，该省份为法国西南部沿海省份，是法國本土面积最大的省，北起滨海夏朗德省，西临大西洋，南至朗德省，东南接洛特-加龍省，东临多爾多涅省。
与卡马尔萨克接壤的市镇（或旧市镇、城区）包括：圣日耳曼迪皮什、勒普、克鲁瓦尼翁、卢普、萨迪拉克、萨勒伯夫。

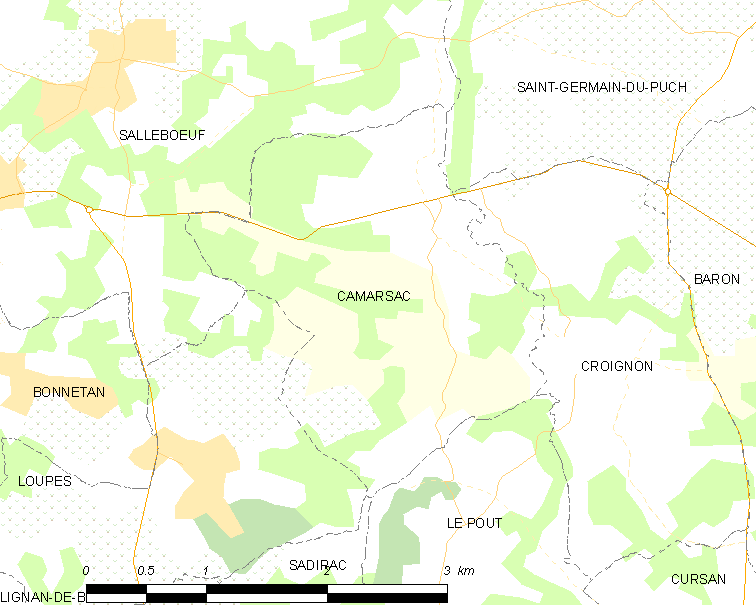
卡马尔萨克的OSM定位图

卡马尔萨克的时区为UTC+01:00、UTC+02:00（夏令时）。

## 行政
卡马尔萨克的邮政编码为33750，INSEE市镇编码为33083。

## 政治
卡马尔萨克所属的省级选区为克雷翁县。

## 人口

1962-2008年间卡马尔萨克人口变化图示

卡马尔萨克于2022年1月1日时的人口数量为1034人。